# Simanjiro (Distrikt)
Simanjiro ist ein Distrikt in der tansanischen Region Manyara mit dem Verwaltungssitz in Orkesumet. Der Distrikt grenzt im Norden an die Region Arusha, im Osten an die Regionen Kilimandscharo und Tanga, im Süden an den Distrikt Kiteto und im Westen an die Region Dodoma und den Distrikt Babati.

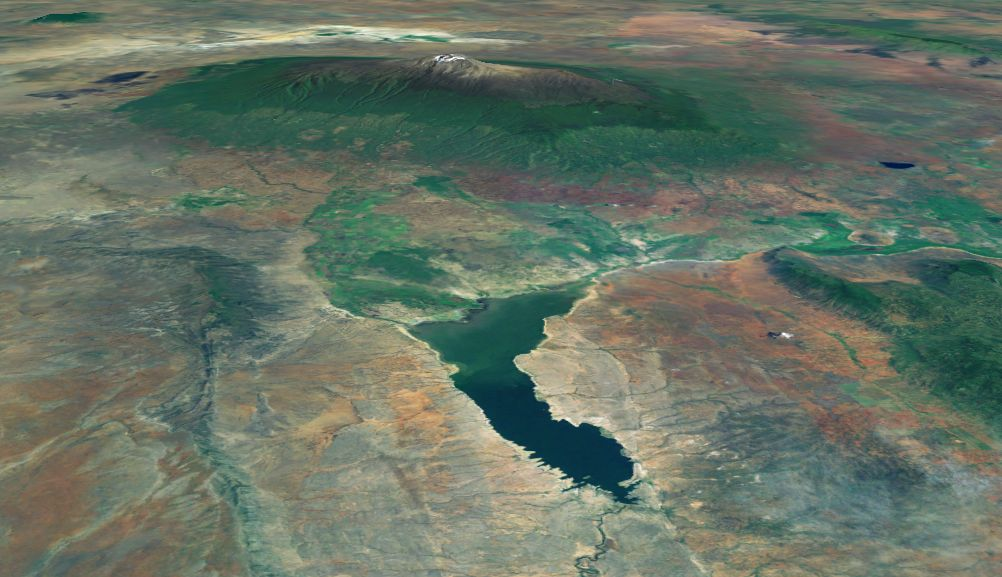
Der Stausee Nyumba ya Mungu, Simanjiro liegt im linken vorderen Bildausschnitt

## Geographie
Der Distrikt hat eine Größe von 19.941 Quadratkilometer und 291.169 Einwohner (Volkszählung 2022). Er besteht großteils aus einem Hochplateau in rund 1000 Meter Höhe über dem Meeresspiegel. Im Osten ragen Berge bis 2000 Meter auf, bevor das Gelände steil zum Tal des Flusses Pangani abfällt. Im nordöstlichsten Teil des Distriktes wird der Fluss zum Nyumba ya Mungu Reservoir aufgestaut.
Es gibt zwei Regenzeiten, eine von November bis Dezember und die zweite von März bis Mai. Insgesamt fallen 400 bis 500 Millimeter Niederschlag im Jahr.

## Geschichte
Der Distrikt Simanjiro wurde im Jahr 1993 durch Abtrennung aus dem Distrikt Kiteto gegründet.

## Verwaltungsgliederung
Simanjiro ist in 18 Bezirke (Wards) untergliedert:
- Emboreet
- Endiamutu
- Endonyongijape
- Kitwai
- Komolo
- Langai
- Loiborsiret
- Loiborsoit
- Mirerani
- Msitu wa Tembo
- Naberera
- Naisinyai
- Ngorika
- Oljoro  No. 5
- Orkesumet
- Ruvu Remit
- Shambarai
- Terrat

## Bevölkerung
Bewohnt wird das Gebiet überwiegend von Bantu und Niloten. Die Alphabetisierungsrate lag im Jahr 2012 bei 61 Prozent, 69 Prozent bei Männern und 53 Prozent bei Frauen.
Bevölkerungswachstum:
| Volkszählung | Einwohner |
| ------------ | --------- |
| 1988         | 52.895    |
| 2002         | 141.136   |
| 2012         | 178.693   |
| 2022         | 291.169   |

## Einrichtungen und Dienstleistungen
- Bildung: Im Distrikt gibt es 79 Grundschulen und 17 weiterführende Schulen.[8]
- Gesundheit: Für die medizinische Betreuung der Bevölkerung stehen drei Gesundheitszentren und vierzig Apotheken, davon 29 staatliche, zur Verfügung (Stand 2018).[8][9]

| Im Jahr 2012 waren 55 Prozent der Bevölkerung über zehn Jahren erwerbstätig, 26 Prozent arbeiteten im Haushalt, 10 Prozent gingen in eine Schule, fünf Prozent waren arbeitslos und vier Prozent nicht erwerbsfähig. Mehr als die Hälfte der Haushalte besaßen ein Radio, 11 Prozent ein Fernsehgerät, zwei Drittel ein Mobiltelefon und drei Prozent ein Auto. - Landwirtschaft: Ackerbau und Viehzucht sind die wichtigsten wirtschaftlichen Tätigkeiten. Es werden vor allem Gemüse, Reis, Mais und Bohnen angebaut. 95 Prozent der ländlichen Haushalte besitzen auch Nutztiere, am häufigsten gehalten werden Ziegen und Rinder. - Gewerbe: Im Distrikt gibt es 421 Betriebe, hauptsächlich Klein- und Kleinstbetriebe (Stand 2018). - Fischerei gibt es im Nyumba ya Mungu Stausee. - Bergbau: In Merelani wird seit 1967 Tansanit abgebaut. | Hier fehlt eine Grafik, die leider im Moment aus technischen Gründen nicht angezeigt werden kann. Wir arbeiten daran! |

## Wirtschaft und Infrastruktur

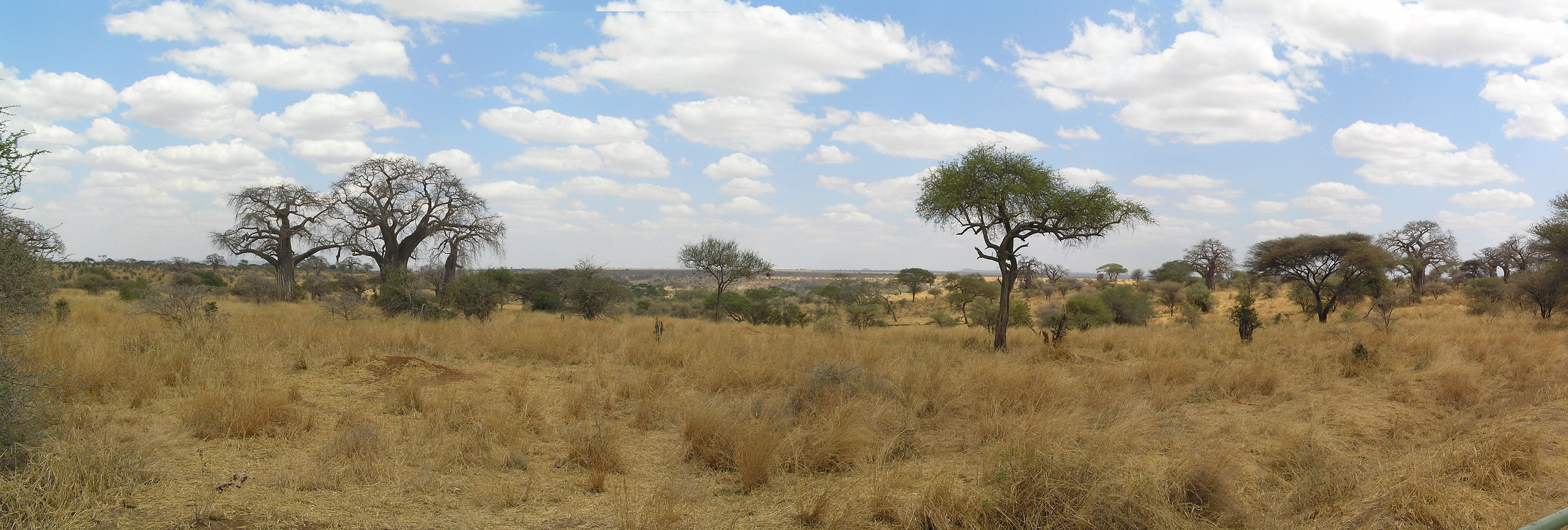
Tarangire-Nationalpark

## Sehenswürdigkeiten
Im westlichsten Teil des Distriktes hat Simanjiro Anteil am Tarangire-Nationalpark.